# Lamaguère
Lamaguère település Franciaországban, Gers megyében. Lakosainak száma 80 fő (2022. január 1.). Lamaguère Faget-Abbatial, Monferran-Plavès, Simorre és Tachoires községekkel határos.

## Népesség
A település népességének változása:
| Lakosok száma | 96   | 92   | 79   | 64   | 75   | 80   | 81   | 80   | 80   | 80   |
|               | 1968 | 1982 | 1990 | 2006 | 2013 | 2015 | 2017 | 2019 | 2020 | 2022 |